# NGC 5587
NGC 5587 é uma galáxia espiral (S0-a) localizada na direcção da constelação de Boötes. Possui uma declinação de +13° 55' 03" e uma ascensão recta de 14 horas, 22 minutos e 10,8 segundos.
A galáxia NGC 5587 foi descoberta em 17 de Abril de 1784 por William Herschel.